# Skåne
Skåne je švedska pokrajina u Götalandu u južnoj Švedskoj. Graniči s Hallandom, Smålandom i  Blekingeom. Istočno, zapadno i južno također graniči s Baltičkim morem i Öresundskim prolazom.

## Zemljopis
Skåne je u sastavu županije Skåne. Pokrajina ima površinu od 11 027 km² i 1 159 397 stanovnika. Gustoća naseljenosti je 105,1 stanovnika po kvadratnom kilometru. Najveći grad i glavni grad pokrajine je Malmö.

## Gradovi
1. Malmö
2. Helsingborg
3. Lund
4. Kristianstad
5. Landskrona
6. Trelleborg
7. Ängelholm
8. Hässleholm
9. Ystad
10. Eslöv
11. Höganäs
12. Simrishamn

## Galerija slika
- Malmö
- Luka Helsingborg
- Jezero Ringsjön
- Vjetrenjača u Dalbyu
- Torov čekić
- Rinkaby crkva
- Öresundski most između Skånea i Danske

## Vanjske poveznice
- Službena stranica pokrajine  Arhivirana inačica izvorne stranice od 4. rujna 2010. (Wayback Machine)